# Gejša

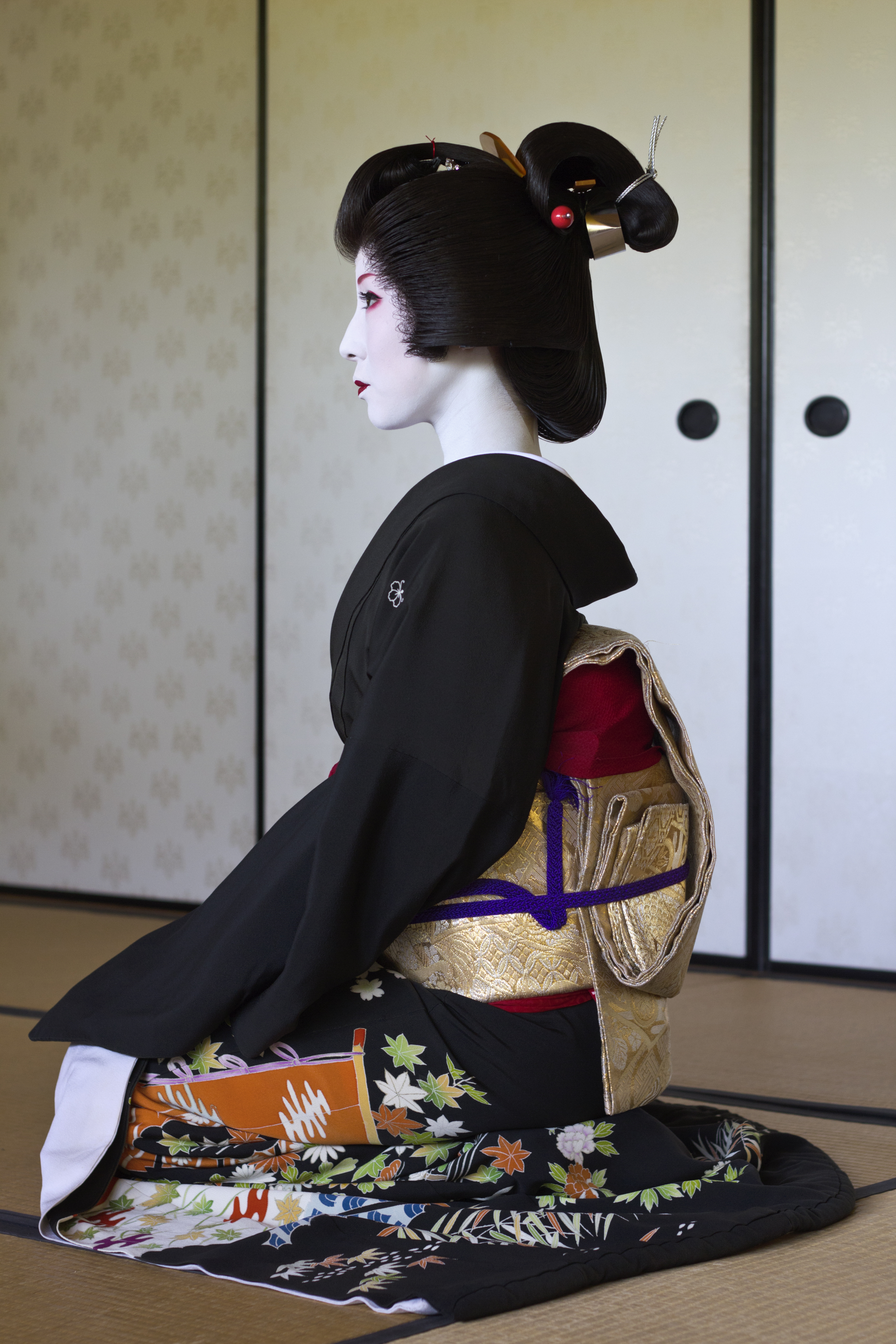
Gejša

Gejša (芸者) je japonské slovo označující profesionální společnici, obvykle krásnou a inteligentní ženu, jejímž hlavním posláním je bavit muže v uzavřené společnosti tancem, zpěvem, hrou na hudební nástroje, intelektuálním hovorem či jiným uměním. Gejši patří mezi typické a neodmyslitelné symboly Japonska; na Západě jsou ovšem mylně (viz níže) ztotožňovány s prostitutkami.
Paradoxem je, že prvními představiteli tohoto povolání byli muži, ale v polovině 18. století se začaly prosazovat gejši-ženy, které se svým bílým make-upem a tradičním japonským šatem kimono okouzlily nejednoho Evropana. První gejša ženského pohlaví se objevila roku 1751 v nevěstinci v Kjótu. O padesát let později už byly gejšami výhradně ženy.

## Etymologie
Výraz „gejša“ je složen z čínských znaků gei 芸 s významem umění a ša 者 s významem osoba. Do češtiny by se tedy dal přeložit jako umělkyně.

## Vzhled

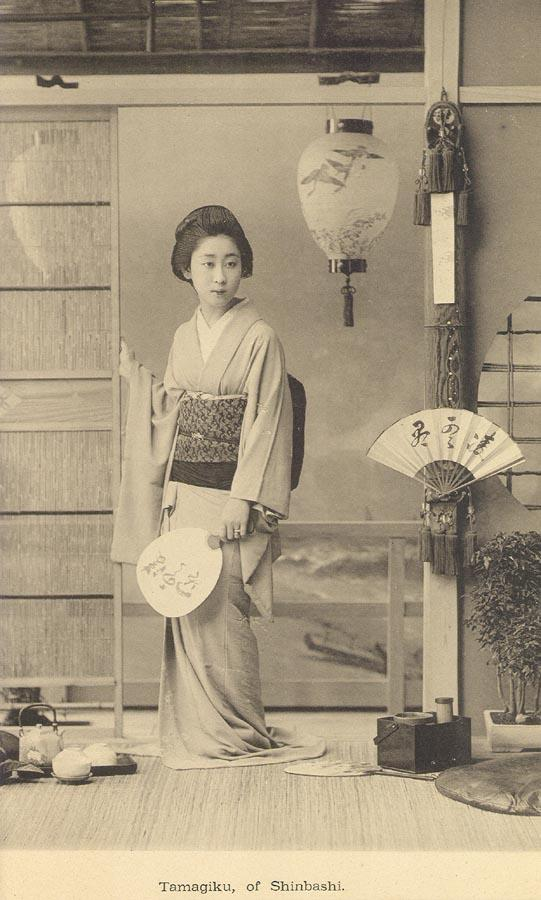
Ogawa Kazumasa: Tokijská gejša, 1891

Obličej a šíji si gejši natíraly bílým make-upem vždy však nechávaly na okrajích (u vlasů) nepatrný kus nenabarvené kůže, aby daly najevo že je barva jen maska a muže vzrušovalo vidět pravou tvář gejši. Totéž u šíje, kde se většinou malovaly dvě nebo tři čáry ve tvaru klínů, což má působit dramaticky a velmi eroticky. Obočí a oční linky si zvýrazňovaly uhlíkem z větvičky paulovnie plstnaté. Část rtů si natíraly pigmentovou směsí, tak aby jejich ústa vypadala menší než skutečná, což bylo v Japonsku považováno za ideál krásy. Ke kadeřníkovi se chodilo jednou za týden, neboť gejšin účes byl velmi pracný, kde se do vlasů vtíral horký vosk, aby účes držel. Účesů je hned několik a aplikují se podle věku gejši a podle ročního období. Rovněž se měnily účesy podle módy. Jedním z nich je momoware, který nosily nejmladší gejši-učednice, další warešinobu, ofuku (zjednodušená verze warešinobu), kacujama nebo sakko.
Gejši-učednice maiko nosí kimono s dlouhými kapsovitými rukávy a velmi výrazným obi, což je pás kimona, který se váže na zádech. Začíná u hrudní kosti a končí u pupku. Obi vlastně kimono nedrží, o to se starají provázky a sponky, které se teprve pod obi skryjí. Samotný uzel obi je velmi složitý a je zapotřebí mnoho vycpávek, aby vypadal tak, jak má. Gejša-učednice nosí velké široké obi, které na zádech tvoří jakoby baťůžek, z něhož pokračují dlouhé visící kusy obi až na zem. Oblečení dospělé gejši vypadá jednodušeji a více podtrhuje ženskou postavu a rukávy nejsou obvykle tak kapsovité jako u gejši-učednice. Obi je kratší a na zádech tvoří pouze malý uzlík, připomínající krabičku.

## Výchova
Výchova budoucí gejši začíná v útlém věku, někdy tradičně už ve 3 letech a 3 dnech, což absolvují většinou dcery bývalých gejš. Již tehdy se tato děvčátka začínají učit tančit, zpívat, příjemně hovořit a studují i umění čajového obřadu, kaligrafie, hru na šamisen (japonská loutna  se třemi strunami potažena kůží), flétnu, bubínky a mnoho dalších tradičních japonských umění. Kolem 14 let se z nich stává gejša-učednice maiko a ujímá se jich starší gejša, kterou provází na večírky a která je seznamuje se svými zákazníky. Teprve v 18 letech se stávají pravými gejšami. Během celého svého života gejši nadále navštěvují školu, kde pokračují v učení tance a hry na hudební nástroje.

### Mizuage
Do 50. let 20. století bylo gejšiným obvyklým krokem k dospělosti tzv. mizuage, obřadné odpanění. Poté bylo kvůli zákonu o prostituci zakázáno. Když byla gejša-učednice dostatečně známá a oblíbená, mohla prostřednictvím své mistrové nabídnout k prodeji své panenství, což byl významný rituální milník dospělosti a mimo jiné získanou částkou měla splatit dluh za svou stravu, drahá kimona, výchovu a výuku v uměních. Majitelka čajovny, kde byla gejša-učednice zaregistrovaná (a používala tedy patronát paní domu, žila pod její střechou a dostávalo se jí tam téměř veškeré výuky), začala mizuage nabízet nejbohatším zákazníkům domu nebo nejbohatším mužům města a řídila následnou, společensky prestižní, dražbu o právo prvního styku s dotyčnou dívkou. Muž s dobrým společenským postavením, který nabídl největší částku a případné další výhody, pak měl to privilegium zbavit gejšu-učednici panenství. Poté se mnohdy gejša už s tímto zákazníkem nestýkala a pokud ano, nadále toto privilegium s gejšou spát neměl, neboť gejši sice byly profesionální společnice a umělkyně, ale své milenecké vztahy si rozhodovaly samy, protože s jejich prací nijak nesouvisely.

## Význam
V západním světě se stalo slovo gejša synonymem japonské prostitutky, ale velmi neprávem. Za prvé gejša je společnice pro společenská setkání a stará se o kulturní zabavení hostů hudbou, zpěvem, uměním, básněmi, hrami a učenou filosofickou konverzací. Pokud byla gejša úspěšná a krásná, stávalo se, že jí bohatý a vlivný muž nabídl oficiální milenecký poměr. Tento vztah byl veřejný a muž byl veden jako její danna (patron). Platil v době jejich vztahu (který trval většinou půl roku až rok) většinu jejích značných výdajů za bydlení, jídlo a školu a klasický hodinový honorář, za čas, který s ní strávil, avšak měl nárok na určité výsady. V podstatě to značně připomínalo klasické milenecké uspořádání, pouze s tím rozdílem, že gejši vždy samy rozhodovaly, zda s mužem naváží i fyzický poměr, ačkoliv byly kromě této výjimky smluvně povinné jim věnovat třeba i veškerý volný čas, co měly, a starat se o jejich kulturní přání a zábavu na úrovni.
Za druhé tradiční japonská prostitutka nosila mnohdy stejně skvostná kimona i účesy, pouze vzory na oděvu ve svých významových kombinacích postrádaly vybraná a učená poselství a spíše významem oznamovaly do světa světskost a (mnohdy nevkusnou) marnotratnost nositelky, takže bylo pro cizí cestovatele neznalé požadavku skromnosti a obvyklých vzorů a jejich významů velice jednoduché si je s gejšou splést. Hlavní rozdíl byl v pásu obi, které prostitutky zavazovaly zepředu a v líčení, které bylo u prostitutek křiklavé až vulgární (prostitutky také nosily lehce odlišné účesy a užívaly levnější materiály, protože neměly finanční možnosti a společenskou prestiž gejš nutnou k získání výběrových látek). Po druhé světové válce se velmi rozmohlo cestování do Japonska, což se týkalo převážně amerických okupačních vojáků. Ti mnohdy nepoznávali rozdíl mezi gejšou a prostitutkou a požadovali od obou stejné služby. V té době se Japonsko vzpamatovávalo z porážky ve válce a běžní lidé byli na pokraji zoufalství i svých finančních možností, neboť je válka velice vyčerpala. Proto mnoho gejš přistoupilo na to, že svým nejbližším zákazníkům dopřejí různá privilegia. Nejednalo se však o samozřejmost. Z toho důvodu také nebylo povolání gejši zakázáno v roce 1957, kdy byla zakázána prostituce.
Dnes už učení mladých gejš nemá takovou tradici. Zatímco na začátku minulého století bylo v Kjótu, tradičním městu gejš, několik tisíc umělkyň, dnes se toto číslo pohybuje řádově v několika desítkách. Tyto ženy se převážně živí jako hostesky na oficiálních banketech firem a předváděním tradičních umění pro turisty. Soukromé večírky s gejšami už jsou dnes málo časté. Spatřit gejšu na ulici japonského města je téměř nemožné, a pokud se to podaří, většinou se s výjimkou velkých festivalů jedná o převlečenou japonskou školačku, která se nechá fotografovat davy turistů. Pravé gejši jsou příliš zaměstnané v čajovnách, než aby měly čas se procházet jen tak městem.

## Současnost
V současnosti jsou zákazníky gejš převážně politici, obchodníci, šéfové podsvětí a turisté (služby zprostředkovávají hotely a turistické kanceláře, je poměrně obtížné najmout gejšu osobně). Gejši mají za úkol konverzovat s hosty, tančit, zpívat, lichotit, hrát hry, skládat origami, přednášet básně. Účet přichází poštou za několik dnů a při pěti hostech dosahuje kolem milionu jenů (několik set tisíc korun). Gejši bývají také najímány na důležitá obchodní jednání a schůze, aby jim dodaly lesku a účastníkům pocit luxusu. Pro samotné muže představuje gejša jejich úspěch. Gejša je mužovou důvěrnicí i komplicem.